# Amphioplus polymorphus
Amphioplus polymorphus is een slangster uit de familie Amphiuridae.
De wetenschappelijke naam van de soort werd in 1972 gepubliceerd door Gustave Cherbonnier.